# Банино (Серпуховский район)
Банино — деревня в городском округе Серпухов Московской области. До упразднения в 2018 году Серпуховского района входила в состав Липицкого сельского поселения (до 29 ноября 2006 года входила в состав Липицкого сельского округа).

## Население
| 2002 | 2006 | 2010 |
| ---- | ---- | ---- |
| 12   | →12  | ↗20  |

## География
Банино расположено примерно в 14 км (по шоссе) на юго-восток от Серпухова, на безымянном ручье, правом притоке Оки, у западной стороны автодороги Крым, высота центра деревни над уровнем моря — 162 м.